# Río Seco (Cordillera)
Río Seco ist eine Ortschaft im Departamento Santa Cruz im südamerikanischen Anden-Staat Bolivien.

## Lage im Nahraum
Río Seco ist die zweitgrößte Ortschaft im Kanton Curiche im Municipio Cabezas in der Provinz Cordillera. Die Gemeinde liegt auf einer Höhe von 486 m am rechten, südlichen Ufer des Río Seco Florida, der wenige Kilometer südöstlich von Río Seco in den Río Grande fließt. Die nächstgelegene Stadt ist Cabezas, zentrale Ortschaft des Municipios, fünfzehn Kilometer südwestlich von Río Seco.

## Geographie
Río Seco liegt am südöstlichen Rand der bolivianischen Cordillera Oriental im Bereich des subtropischen Klimas und ist geprägt durch eine halbjährige Trockenzeit, die von Mai bis Oktober reicht.
Die Durchschnittstemperatur der Region beträgt etwa 24 °C (siehe Klimadiagramm Cabezas), die Monatswerte schwanken zwischen 20 °C im Juni und Juli und 27 °C im Dezember und Januar. Der Jahresniederschlag beträgt 800 mm, feuchteste Monate sind Januar und Februar mit 130 mm und trockenste Monate Juli und August mit weniger als 20 mm im langjährigen Durchschnitt.

## Verkehrsnetz
Río Seco liegt in einer Entfernung von 110 Straßenkilometern südlich von Santa Cruz, der Hauptstadt des gleichnamigen Departamentos.
Von Santa Cruz führt die asphaltierte Nationalstraße Ruta 9 in südlicher Richtung über Mora nach Río Seco und weiter über Cabezas, Abapó, Ipitá und Villamontes nach Yacuiba an der bolivianischen Grenze zu Argentinien.
Von Río Seco aus führt eine unbefestigte Landstraße in nordwestlicher Richtung zu den Ortschaften Florida und Piray, zentrale Orte der gleichnamigen Kantone im Municipio Cabezas.

## Bevölkerung
Die Einwohnerzahl der Ortschaft ist in den vergangenen beiden Jahrzehnten um knapp ein Drittel angestiegen:
| Jahr | Einwohner | Quelle       |
| ---- | --------- | ------------ |
| 1992 | 459       | Volkszählung |
| 2001 | 548       | Volkszählung |
| 2012 | 567       | Volkszählung |
| 2024 |           | Volkszählung |

Die Region weist noch einen gewissen Anteil an indigener Bevölkerung auf, im Municipio Cabezas sprechen 9,0 Prozent der Bevölkerung Quechua und 6,8 Prozent Guaraní.